# Милошевский, Тихомир
Тихомир «Тичо» Милошевский (макед. Тихомир Милошевски, серб. Тихомир Тићо Милошевски; 13 июля 1915, Битуше — 1 апреля 1984, Скопье) — югославский македонский военачальник, общественно-политический деятель СР Македонии, генерал-майор югославской армии, Народный герой Югославии.

## Биография
Родился 13 июля 1915 в деревне Битуше (ныне Македония) в бедной купеческой семье. Окончил начальную школу и сельскохозяйственную школу в городах Тетово и Валево. По причине плохого материального положения был зачислен в военную школу, откуда выпустился уже как офицер. Нёс службу на болгарской границе и там в 1941 году встретил войну. В ходе небольшого столкновения с болгарскими войсками Тихомир был ранен и отправлен в Скопье, благодаря чему избежал пленения.
В оккупированном Скопье Тихомир вступил в антифашистское движение. Его арестовала полиция по обвинению в связях с партизанами и подвергла допросам и пыткам. Его вскоре отпустили, но затем снова арестовали и отправили в Болгарию, откуда Милошевский в январе 1942 года бежал. В июне 1943 года принят в Коммунистическую партию Югославии.
В Скопье новоизбранного коммуниста Милошевского назначили командиром городского военного штаба. В марте он прибыл в партизанский отряд на Чёрную гору, где остался на некоторое время, а затем по просьбе из Скопье снова вернулся в город, где оставался до июня. С июня 1943 года Милошевский — солдат партизанского отряда имени Добри Даскалова. Участвовал в боях на Дудице, Михайлове и в иных местечках.
В 1944 году во время Февральского похода батальоны партизан были переподчинены Милошевскому по решению ЦК Компартии Македонии. Эти батальоны с января по середину февраля преодолели большой путь от Караджова до Козяка и соединились с батальоном имени Орце Николова. Из них 26 февраля 1944 была сформирована 3-я македонская бригада, командиром которой и стал Тихомир в боях против болгар и четников. Участвовал в боях за Ристовец, Пробиштип, Бесну-Кобилу, Петрову гору и другие местечки.
В ночь с 24 на 25 апреля 1944 3-я македонская бригада под командованием Милошевского взяла город Кратово, выбив оттуда мощный болгарский гарнизон и захватив 120 человек пленными. Это повлекло массированное контрнаступление болгарско-немецких войск, которые против 4 партизанских бригад выставили от 60 до 70 тысяч штыков. Вплоть до середины июня 1944 года болгарские и македонские партизаны (в том числе и войска Милошевского) отражали атаки противника. В июле 1944 года он возглавил 2-ю оперативную зону, а c 25 августа 1944 года стал командиром и 41-й дивизии македонских партизан (первой в хронологическом порядке). С октября командовал 15-м македонским корпусом и воевал на западе Македонии.
В самом конце войны Тихомир был ранен близ Дуго-Села (уже в ранге командира 48-й дивизии). После прорыва Сремского фронта за большую помощь в освобождении македонских земель он был удостоен звания почётного гражданина города Винковцы.
После войны был руководителем на многих административных должностях (окончил Военную академию имени М.В.Фрунзе), в отставку вышел в 1962 году в звании генерал-майора. Избирался в Президиум при Антифашистском собрании по национальному освобождению Македонии и Совет Социалистической Республики Македония.
Скончался 1 апреля 1984 в Скопье. Кавалер множества наград (в том числе 27 ноября 1953 получил звание Народного героя Югославии).